# جيمس فروست
جيمس فروست (بالإنجليزية: James Frost)‏ هو فنان بريطاني، ولد في 29 يونيو 1973 في لندن في المملكة المتحدة.

## وصلات خارجية
- جيمس فروست على موقع ميوزك برينز (الإنجليزية)